# Carl Zuckmayer
Carl Zuckmayer   (Nackenheim, 27 de desembre de 1896 - Visp, 18 de gener de 1977) va ser un escriptor i dramaturg alemany. El 1952, Carl Zuckmayer va rebre el prestigiós premi Goethe.

## Biografia

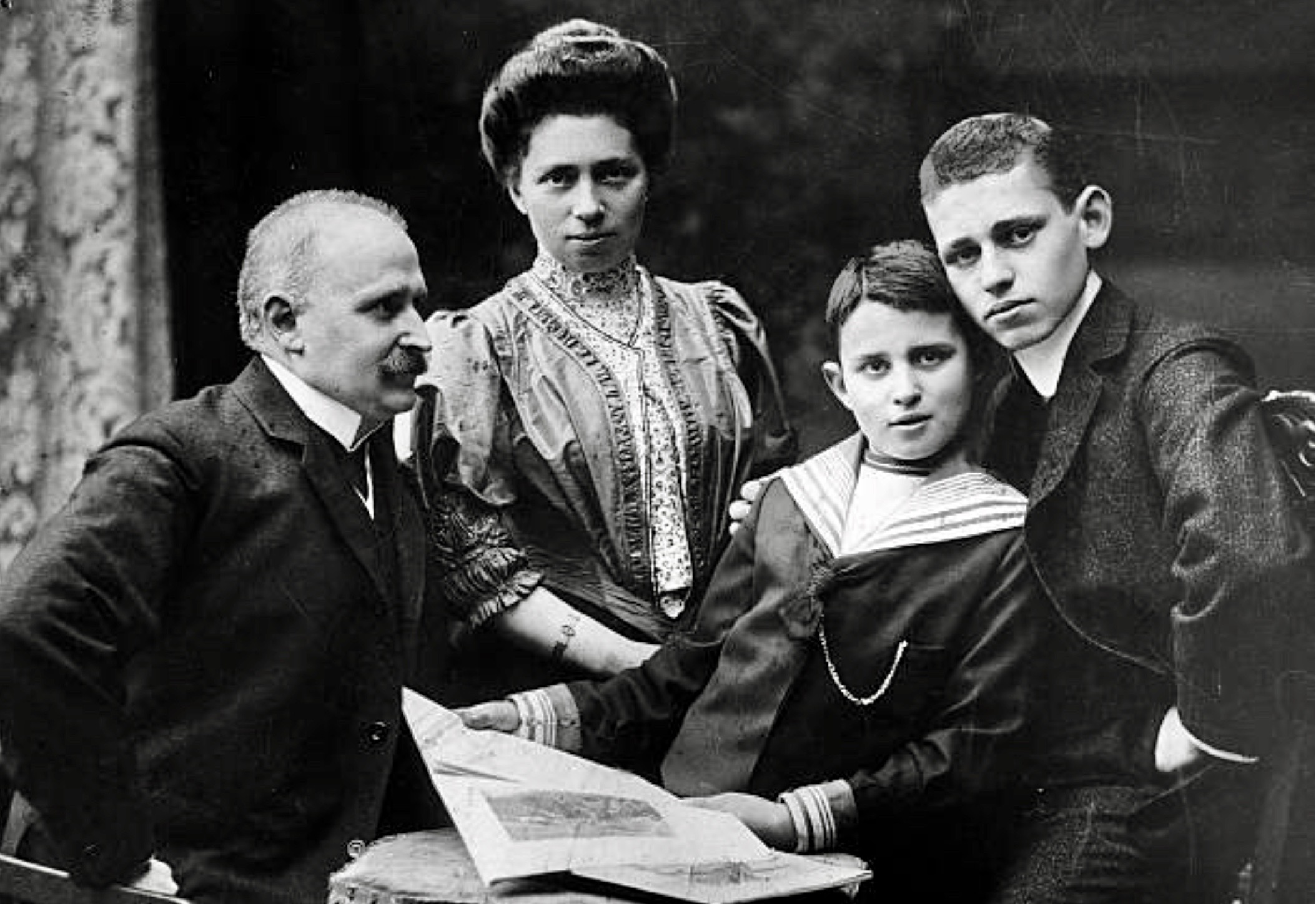
La família Zuckmayer el 1906

Nascut a Nackenheim a la Rheinhessen, va ser el segon fill d'Amalie (1869–1954), de soltera Goldschmidt, i de Carl Zuckmayer de (1864–1947). Quan tenia quatre anys, la seva família es va traslladar a Magúncia. Amb l'esclat de la Primera Guerra Mundial, ell (com molts altres estudiants de secundària) va acabar Rabanus-Maurus-Gymnasium amb un Abitur "d'emergència" facilitat i es va oferir voluntari per al servei militar. Durant la guerra, va servir amb l'artilleria de camp de l'exèrcit alemany al front occidental.
L'any 1917, va publicar els seus primers poemes a la revista pacifista Die Aktion i va ser una de les signatures de l'"Apel·lació" publicada pel Partit Socialista Antinacional després de la Revolució Alemanya del 9 de novembre de 1918. En aquest moment, Zuckmayer tenia el rang de Leutnant der Reserve (oficial de reserva).
Després de la guerra, va estudiar a la Universitat de Frankfurt, primer en humanitats, més tard en biologia i botànica. El 1920 es va casar amb la seva amiga de la infància Annemarie Ganz, però es van divorciar només un any més tard, quan Zuckmayer va tenir una aventura amb l'actriu Annemarie Seidel.
Les incursions inicials de Zuckmayer en la literatura i el teatre van ser un fracàs total. El seu primer drama, Kreuzweg (1921), va fracassar i va ser retirat de la llista després de només tres funcions, i quan va ser escollit com a assessor dramàtic al teatre de Kiel, va perdre la seva nova feina després de la seva primera i controvertida posada en escena de L'Eunuc de Terenci. El 1924, esdevingué dramaturg al Teatre Alemany de Berlín, juntament amb Bertolt Brecht. Després d'un altre fracàs amb el seu segon drama, Pankraz erwacht oder Die Hinterwäldler, finalment va tenir un èxit de públic amb la comèdia rústica Der fröhliche Weinberg ("La vinya alegre") el 1925, escrita en el seu dialecte local de Mainz-Frankfurt. Aquest treball li va valdre el prestigiós premi Kleist dos anys després de ser atorgat a Brecht, i va iniciar la seva carrera.
També el 1925, Zuckmayer es va casar amb l'actriu austríaca Alice Herda i van comprar una casa a Henndorf prop de Salzburg a Àustria. La següent obra de Zuckmayer, Der Schinderhannes, va tornar a tenir èxit. El 1929, va escriure el guió de la pel·lícula Der blaue Engel (protagonitzada per Marlene Dietrich), basada en la novel·la Professor Unrat de Heinrich Mann. Aquell any, també va rebre el premi Georg Büchner, un altre prestigiós premi literari en llengua alemanya.
El 1931, la seva obra El capità de Köpenick (Der Hauptmann von Köpenick) es va estrenar i es va convertir en un altre èxit, però les seves obres es van prohibir quan els nazis van arribar al poder a Alemanya el 1933 (l'avi matern de Zuckmayer havia nascut jueu i es va convertir al protestantisme). Zuckmayer i la seva família es van traslladar a casa seva a Àustria, on va publicar algunes obres més. Després de l'Anschluss, va ser expatriat pel govern nazi, i els Zuckmayer van fugir via Suïssa als Estats Units el 1939, on va treballar per primera vegada com a guionista a Hollywood abans de llogar Backwoods Farm prop de Barnard, Vermont el 1941 i treballar-hi com a pagès fins a l'any 1946. El 1943/44, Zuckmayer va escriure "retrats de personatges" d'actors, escriptors i altres artistes a Alemanya per a l'Oficina de Serveis Estratègics, avaluant la seva implicació amb el règim nazi. Això no es va conèixer fins a l'any 2002, quan els aproximadament 150 informes es van publicar a Alemanya sota el títol Geheimreport. Els anys de la família a Vermont es narren a Die Farm in den grünen Bergen ("La granja a les muntanyes verdes") d'Alice Herdan-Zuckmayer, un èxit de vendes a Alemanya després de la seva publicació el 1949.

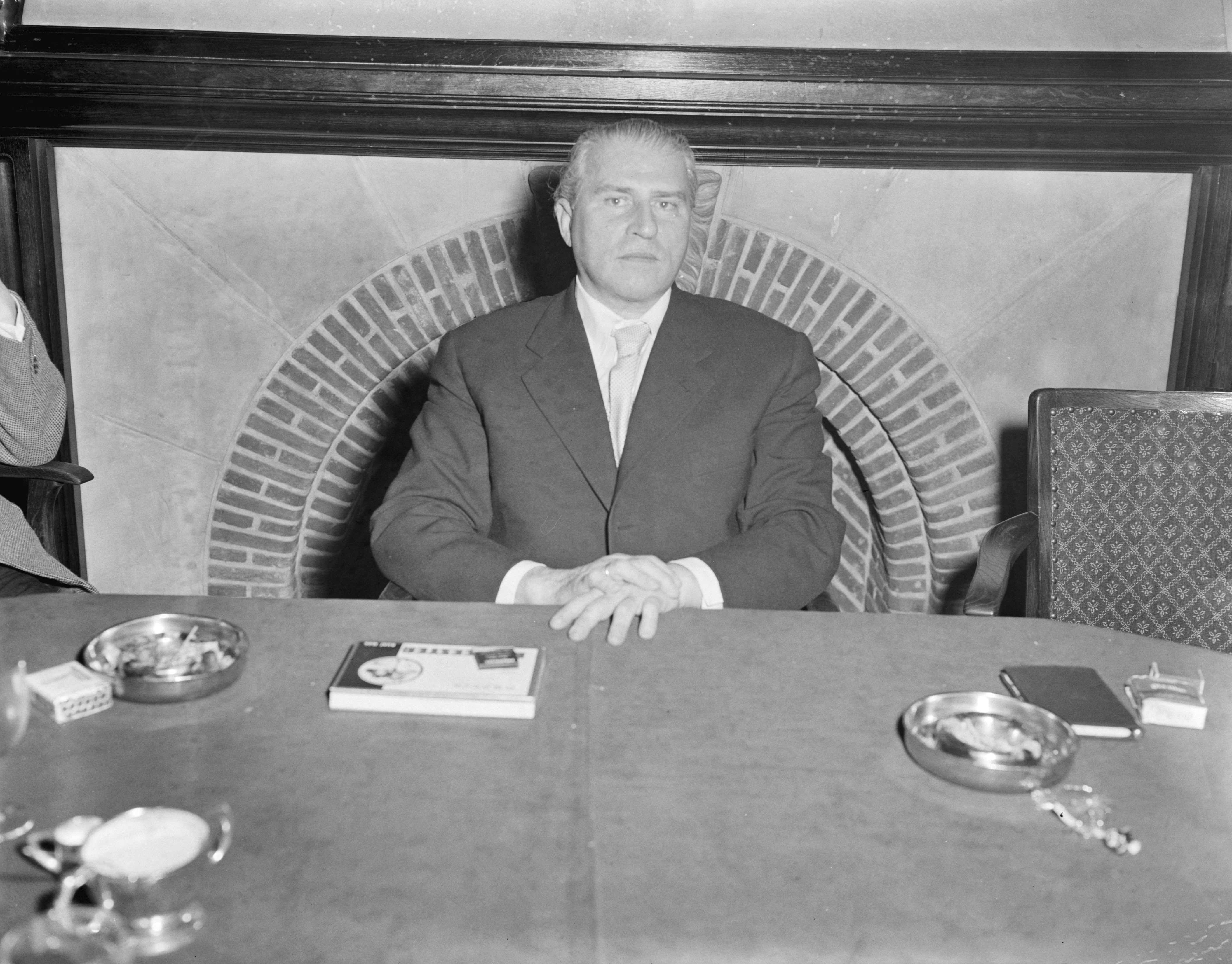
Zuckmayer a Amsterdam (1956)

El gener de 1946, després de la Segona Guerra Mundial, a Zuckmayer se li va concedir la ciutadania estatunidenca que ja havia sol·licitat el 1943. Va tornar a Alemanya i va viatjar pel país durant cinc mesos com a agregat cultural dels Estats Units. L'informe resultant al Departament de Guerra es va publicar per primera vegada a Alemanya l'any 2004 (Deutschlandbericht). La seva obra Des Teufels General ("El general del diable", el personatge principal de la qual es basa en la biografia d'Ernst Udet), que havia escrit a Vermont, es va estrenar a Zúric el 14 de desembre de 1946. L'obra es va convertir en un gran èxit a l'Alemanya de la postguerra; un dels primers intents literaris de la postguerra d'abordar el tema del nazisme. Va ser rodada el 1955 i protagonitzada per Curd Jürgens.
Zuckmayer va seguir escrivint: Barbara Blomberg es va estrenar a Constanza el 1949 i Das kalte Licht a Hamburg el 1955. També va escriure el guió de Die Jungfrau auf dem Dach, la versió en alemany de la pel·lícula de 1953 d'Otto Preminger The Moon Is Blue. Després d'haver anat i tornat entre els Estats Units i Europa durant diversos anys, els Zuckmayer van abandonar els EUA el 1958 i es van establir a Saas-Fee, al Valais, a Suïssa. El 1966, es va convertir en ciutadà suís i va publicar les seves memòries, titulades Als wär's ein Stück von mir ("Una part de mi mateix"). La seva darrera obra, Der Rattenfänger, (música de Friedrich Cerha) es va estrenar a Zúric l'any 1975. Zuckmayer va morir el 18 de gener de 1977 a Visp. El seu cos va ser enterrat el 22 de gener a Saas-Fee.
Zuckmayer va rebre nombrosos premis durant la seva vida, com el Premi Goethe de la ciutat de Frankfurt el 1952, el Orde al Mèrit de la República Federal Alemanya el 1955, el Staatspreis für Literatur austríac el 1960, Pour le Mérite el 1967 i el Verdienstkreuz am Band austríac el 1968.

## Obres (selecció)
- 1925: Der fröhliche Weinberg (La vinya alegre), Volksstück
- 1927: Schinderhannes, (Jean Buckler, conegut com a Schinderhannes)
- 1929: Katharina Knie, adaptada al cinema l'any 1929 a la pel·lícula Dancer of rope
- 1930: Guió de la pel·lícula Der blaue Engel segons Professor Unrat de Heinrich Mann, De Mayerling a Sarajevo
- 1931: Der Hauptmann von Köpenick (Capità de Köpenick),
- 1945: Des Teufels General (El general del diable), drama
- 1949: Fastnachtsbeichte (Assassinat al Carnaval)
- 1966: Als wär's ein Stück von mir (Com si fos part de mi), autobiografia

## Filmografia parcial

### Com a guionista
- 1930: Der blaue Engel de Josef von Sternberg
- 1954: Una història d'amor de Rudolf Jugert

## Premis i honors
- 1925: Premi Kleist
- 1927: Premi Georg Büchner
- 1952: Premi Goethe de la ciutat de Frankfurt del Main
- 1957: Doctor honoris causa de la Universitat de Bonn
- 1960: Gran Premi Estatal Austríac de Literatura
- 1967: Ciutadà honorari de la Universitat de Heidelberg
- 1972: Premi Heinrich-Heine de la ciutat de Düsseldorf